# ドリン・マテウツ
ドリン・マテウツ（Dorin Mateuţ, 1965年8月5日 - ）は、ルーマニア・クルージュ県出身の元サッカー選手。ルーマニア代表である。ポジションはMF。

## 経歴
ミッドフィールダー登録ながら、1988-89シーズンには43得点し、リーガ1得点王とヨーロッパ・ゴールデンシューを獲得した。1988年にはリーガ1最優秀選手賞も受賞した。1990年にはイタリアW杯に出場した。

## 所属クラブ
- 1981-1986  FCコルヴィヌル・フネドアラ
- 1986-1990 / ディナモ・ブカレスト
- 1990-1992  レアル・サラゴサ
- 1992-1993  ブレシア・カルチョ
- 1993-1994  ACレッジャーナ1919
- 1994-1995  ディナモ・ブカレスト
- 1995-1996  FCスポルトゥル・ストゥデンツェスク・ブカレスト